# Ocquerre
Ocquerre é uma comuna francesa localizada na região administrativa da Île-de-France, no departamento Sena e Marne. A comuna possui 284 habitantes segundo o censo de 1990.